# Henk Vredeling
Henk Vredeling (Amersfoort, 20 novembre 1924 – Huis ter Heide, 20 ottobre 2007) è stato un politico olandese, esponente del Partito del Lavoro.
È stato ministro e commissario europeo.

## Provenienza e formazione
Il padre di Vredeling era un falegname. Vredeling aveva quattro sorelle.
Vredeling frequentò una scuola cristiana ad Amersfoort e poi il liceo a Baarn.
Dal 1942 al 1950 studiò agraria presso l'università agraria di Wageningen. Tra il 1944 e il 1945 fu attivo nella resistenza contro l'occupazione nazista dei Paesi Bassi, venne arrestato.
Dal 1950 al 1955 Vredeling lavorò come consulente socioeconomico presso l'associazione generale olandese dei lavoratori rurali, e dal 1955 al 1956 svolse lo stesso incarico presso l'associazione generale olandese per il settore agricolo.

## Carriera politica
Nel 1947 Vredeling si iscrisse al Partito del Lavoro.
Nel novembre 1956 Vredeling venne eletto membro della Camera dei rappresentanti. Venne successivamente rieletto più volte e fu deputato fino al maggio 1973. Fu portavoce del gruppo parlamentare laburista per le questioni agricole, si occupò molto della politica agricola comune. Si occupò anche di cooperazione europea e politica commerciale. Nel 1971 divenne ministro ombra dell'agricoltura e della pesca.
Dal 1958 al 1973 fece parte del Parlamento europeo. Si adoperò per la creazione di una federazione dei partiti socialdemocratici europei.
L'11 maggio 1973 Vredeling venne nominato ministro della difesa nell'ambito del governo presieduto da Joop den Uyl. Svolse l'incarico fino al 1º gennaio 1977. Promosse modifiche alla normativa sulla coscrizione e sull'obiezione di coscienza, estese le possibilità di esenzione dal servizio militare e accorciò la durata della leva.

### Commissario europeo
Il 6 gennaio 1977 Vredeling entrò in carica come commissario europeo nell'ambito della Commissione Jenkins. Gli venne assegnata la delega alle questioni dell'occupazione e agli affari sociali. Fu anche vicepresidente della commissione. Rimase in carica fino al 6 gennaio 1981.
Come commissario Vredeling lanciò una serie di proposte per combattere la disoccupazione. Alcuni suoi progetti vennero ostacolati da colleghi della Commissione, in particolare da François-Xavier Ortoli e Christopher Tugendhat. Vredeling promosse anche una maggiore flessibilità dei sistemi pensionistici e un maggiore ricorso al lavoro part-time. Promosse il dialogo a livello comunitario tra i ministri degli affari sociali e le organizzazioni sindacali e industriali.

## Attività successive
Dopo la fine del mandato come commissario europeo Vredeling svolse varie attività di consulenza. Fece parte di vari consigli di amministrazione e di vigilanza e fu attivo sia nel settore pubblico che in quello privato.

## Vita personale
Vredeling era sposato ed ha avuto quattro figli.
Era di fede protestante.